# Miguel Espinosa
Miguel Espinosa (Huehuetenango, 1858 - [...?]) fou un pianista i compositor guatemalenc.
Era fill d'un mestre de capella que li ensenyà els primers secrets de l'art de la música i el 1870 fou enviat a Europa, on va ingressar en el Conservatori de París, on va romandre quatre anys i arribà a ser un alumne molt avantatjat. A París i Londres s'havia fet aplaudir com a pianista quan el 1875 es traslladà als Estats Units, establint-se com a professor de música a San Francisco, i finalment tornà a la seva pàtria el 1884.
També fou un notable compositor, com ho testifiquen les seves obres per a piano, marxa Río Negro, i Cadencia per a la rapsòdia núm. 2 de Liszt, i quatre melodies vocals sobre poesies de José Batres Montúfar.